# IGEM
International Genetically Engineered Machine (iGEM) to odbywający się co roku konkurs z dziedziny biologii syntetycznej organizowany przez MIT adresowany do studentów uczelni wyższych. W konkursie biorą udział drużyny studentów najczęściej złożone z kilku lub kilkunastu osób pod opieką co najmniej jednego pracownika naukowego uczelni. Ponadto w konkursie mogą brać udział uczniowie szkół średnich.

## Zasady konkursu
Czas trwania konkursu (w zależności od momentu startu drużyny) wynosi około 6-7 miesięcy. W jego ramach należy wymyślenie i zrealizowanie projektu naukowego związanego z biologią syntetyczną. Każda ze startujących drużyn otrzymuje zestaw sekwencji DNA pochodzący z Registry of Standard Biological Parts, który stanowi podstawę do realizacji opracowanego projektu. Zazwyczaj prace laboratoryjne nad jego realizacją trwają podczas letnich wakacji, chociaż mogą także rozpocząć się wcześniej. Ponadto od uczestników wymagane jest także założenie i regularne uzupełnianie strony internetowej, na której prezentują plan swojego projektu badawczego oraz wprowadzają na bieżąco uzyskiwane wyniki. Finały konkursu odbywają się na MIT. Podczas ich przebiegu każda z drużyn prezentuje plakat z opisem projektu oraz wygłasza kilkunastominutową prezentację ustną

### Szersze cele konkursu
Poza promowaniem aktywności studentów i zachęcaniem ich do twórczego myślenia twórcy konkursu do jego szeroskalowych celów wliczają:
- Systematyczny rozwój i promowanie biologii syntetycznej
- Zachęcanie do tworzenia uniwersalnych fragmentów DNA przygotowanych we formacie Biobrick
- Promowanie swobodnej wymiany informacji naukowej w społeczeństwie

### Nagrody
Każda z drużyn jest oceniania przez grupę sędziów, będących pracownikami naukowymi. W zależności od uzyskanych wyników i spełnienia określonych kryteriów drużyna może zdobyć brązowy, srebrny lub złoty medal. Kryteria wymagane do uzyskania każdego z medali są jawne i dostępne na stronie internetowej konkursu. W przypadku ich niespełnienia zespół nie otrzymuje żadnego medalu. Ponadto ze wszystkich drużyn wyłaniana jest grupa finalistów i zwycięzca konkursu, przyznawane jest także kilka nagród specjalnych, m.in. za najlepszą prezentację i stronę internetową.

## Wyniki konkursu
|      | Finalista | Finalista | Finalista   | Finalista     | Finalista  | Zwycięzca | Pełne wyniki (ang.) |
| ---- | --------- | --------- | ----------- | ------------- | ---------- | --------- | ------------------- |
| 2009 | Imperial  | Fryburg   | Groningen   | Valencia      | Heidelberg | Cambridge | iGEM 2009           |
| 2008 | Berkeley  | Harvard   | NYMU-Taipei | Caltech       | Fryburg    | Lublana   | iGEM 2008           |
| 2007 | Berkeley  | Paryż     | Lublana     | San Francisco | USTC       | Pekin     | iGEM 2007           |
| 2006 |           |           |             | Princeton     | Imperial   | Lublana   | iGEM 2006           |
| 2005 |           |           |             |               |            |           | iGEM 2005           |
| 2004 |           |           |             |               |            |           | SBC 2004 & IAP 2004 |
| 2003 |           |           |             |               |            |           | IAP 2003            |